# Corrupción a mogollón
Corrupción a mogollón es una historieta publicada en 1994 del dibujante de cómics español Francisco Ibáñez perteneciente a la serie Mortadelo y Filemón

## Trayectoria editorial
Publicada en 1994 en "Magos del Humor" (n.º 58). En 1995 se empezó a publicar en la revista Mortadelo Extra números 53 a 55. Más tarde apareció en el n.º 125 de la Colección Olé.

## Sinopsis
Se sospecha que Rulfián, director general de la "Guardia Viril", es un corrupto, y el superintendente envía a Mortadelo y Filemón a investigar. Pero Rulfián huye con el dinero de la Guardia Viril y los agentes deberán detenerlo. Al final logran detenerlo, pero provocan un incendio para atraparle en el que se quema el dinero robado.

## Comentarios
Esta historieta parodia el caso Roldán, en que el antiguo director general de la Guardia Civil se enriqueció ilegalmente desde su cargo.